# Palais Nostitz

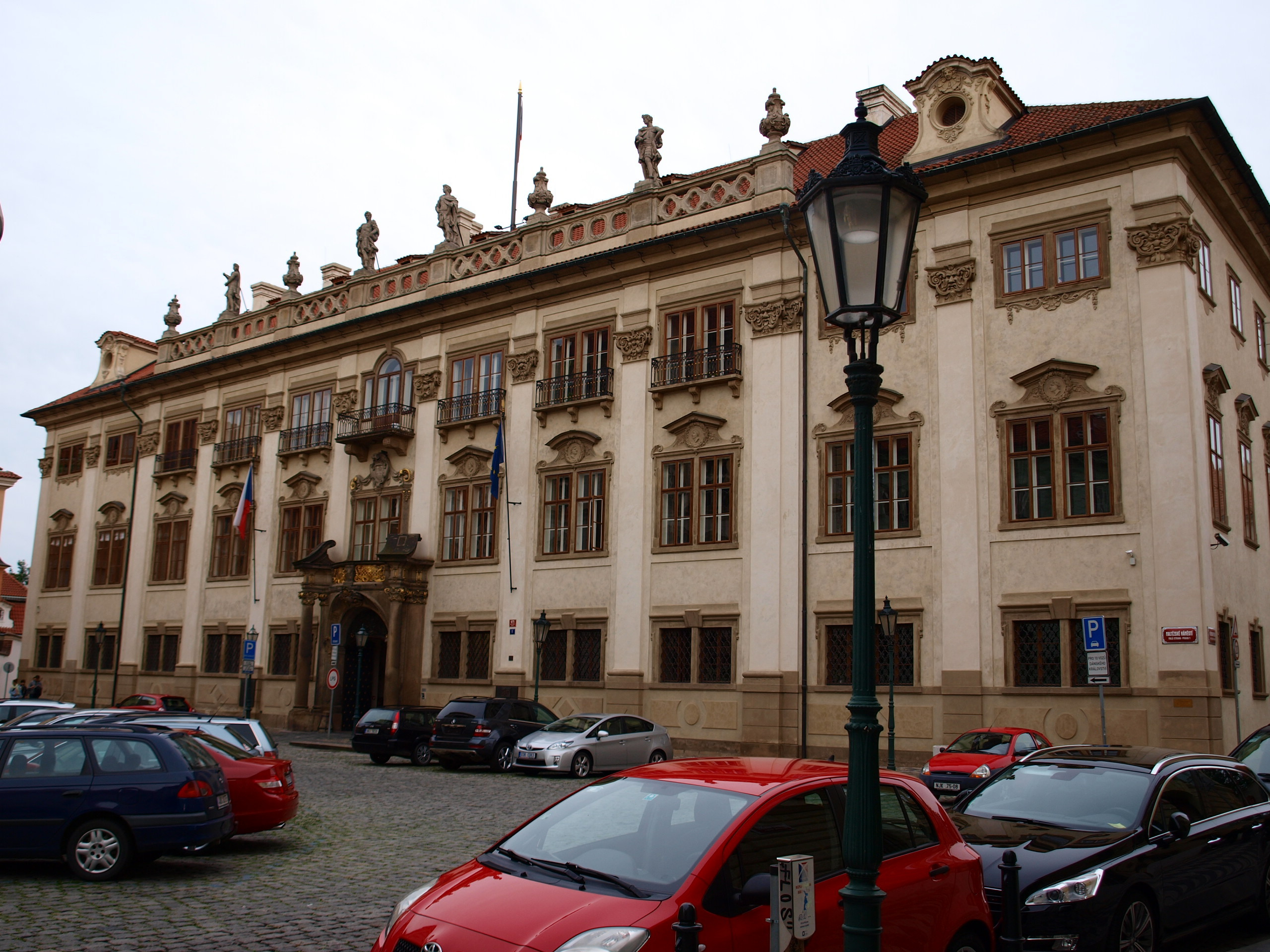
Palais Nostitz – Kulturministerium der Tschechischen Republik

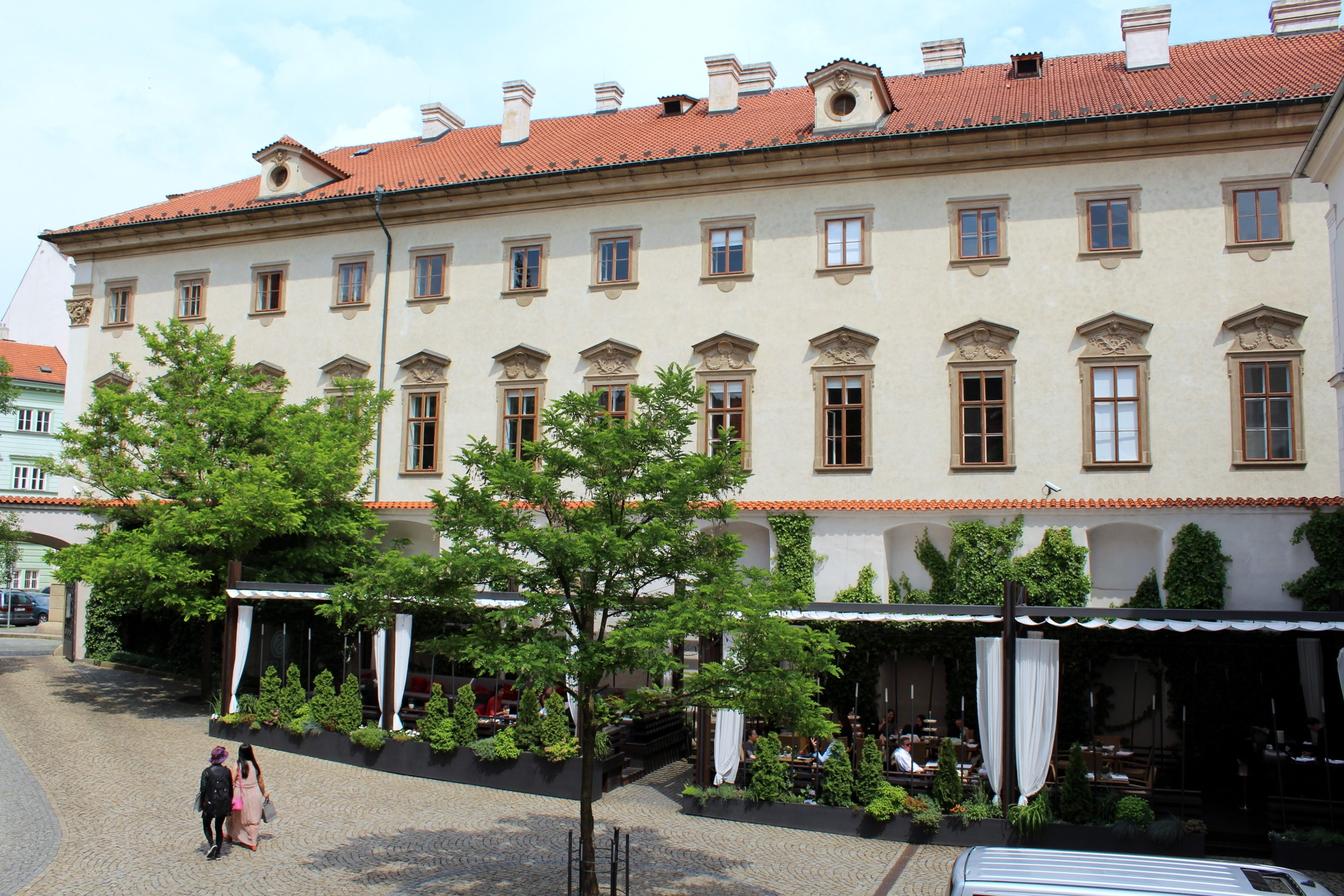
Rückwärtige Seite

Das Palais Nostitz (tschechisch Nostický palác, auch Nosticův palác) ist ein Palais auf der Kleinseite in Prag. Das Palais, dem ein Garten angeschlossen ist (Nosticová zahrada), befindet sich am Maltézské náměstí (Malteserplatz) in unmittelbarer Nachbarschaft zum Palais Buquoy.

## Geschichte
Das Palais entstand an der Stelle eines Gartens und zweier abgerissener Häuser. Johann Hartwig von Nostitz-Rieneck ließ es nach dem Jahr 1662 erbauen. Der Architekt Francesco Caratti errichtete das Gebäude im Stil des Barock. Das Rokokoportal wurde 1765 von Anton Haffenecker nachträglich ergänzt.
Im Palais bewahrten die Nostitz ihre Münz- sowie die Gemäldesammlung auf. Sie befindet sich derzeit in der Prager Nationalgalerie. Die 15.000 Bände umfassende Bibliothek befindet sich weiterhin im Palais. Sie wird vom Nationalmuseum verwaltet.
1908 wurde das Palais elektrifiziert. Ab 1924 nutzten das Kulturministerium sowie die niederländische Botschaft (bis 1996) das Gebäude. Seit 1958 sind Palais und Garten als Kulturdenkmal eingetragen. Von 1998 bis 2002 wurde das Palais generalsaniert und zum Sitz des Kulturministeriums ausgebaut.